# ناتالیا ماماتووا
ناتالیا ماماتووا (متولد ۲۰ سپتامبر ۱۹۸۵) یک تکواندوکار ازبکستانی است که در ردهٔ سنگین‌وزن زنان رقابت می‌کند. او یکی از اولین تکواندوکاران تاریخ ازبکستان بود که در بازی‌های المپیک تابستانی ۲۰۰۴ شرکت کرد و بعداً در مسابقات جهانی نظامی ۲۰۰۶ در سئول، کرهٔ جنوبی، موفق به کسب مدال نقره در بخش ۶۷- کیلوگرم شد.
ماماتووا در بازی‌های المپیک تابستانی ۲۰۰۴ آتن، پس از شکست دادن یوریکو اوکاموتو از ژاپن در مسابقات انتخابی المپیک آسیایی در بانکوک، تایلند، به تیم تکواندوی زنان ازبکستان در کلاس سنگین‌وزن (۶۷+ کیلوگرم) راه یافت. با این حال، او در مرحلهٔ ابتدایی مسابقات با شکست ۶–۹ مقابل لارنس راس از بلژیک مواجه شد و نتوانست به مراحل بعدی صعود کند. با شکست حریف بلژیکی‌اش در مرحلهٔ یک‌چهارم نهایی به ناتالیا فالاوینیا از برزیل، ماماتووا شانس خود را برای رقابت در دور رپشاژ و کسب مدال برنز المپیک از دست داد.
ماماتووا همچنین در وزن ۶۷+ کیلوگرم در بازی‌های المپیک تابستانی ۲۰۱۲ شرکت کرد. او در دور مقدماتی توسط آن کارولین گراف شکست خورد و سپس در مسابقهٔ رپشاژ توسط لی این جونگ حذف شد.